# Hundspetersilie
Die Hundspetersilie (Aethusa cynapium) ist die einzige Art der Pflanzengattung Aethusa innerhalb der Familie der Doldenblütler (Apiaceae). Dieses stark giftige Acker- und Weideunkraut ist in Europa und Westasien beheimatet.

## Beschreibung

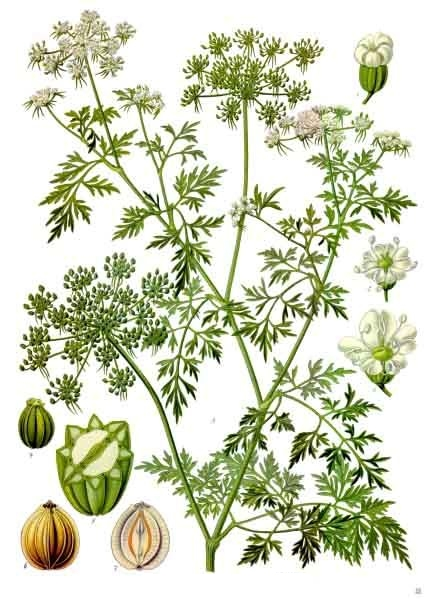
Illustration

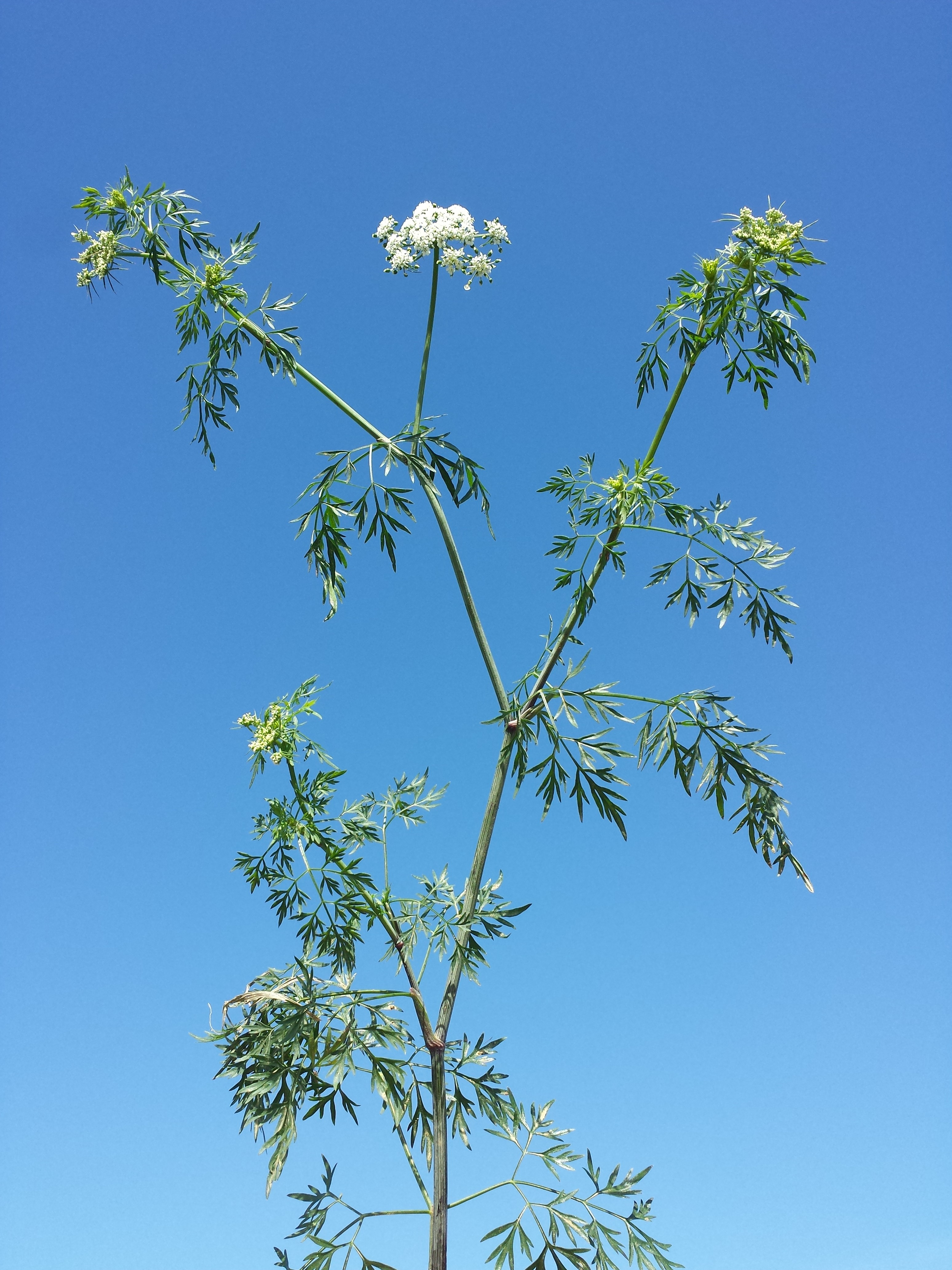
Oberer Teil des Stängels mit Laubblättern und Blütenständen

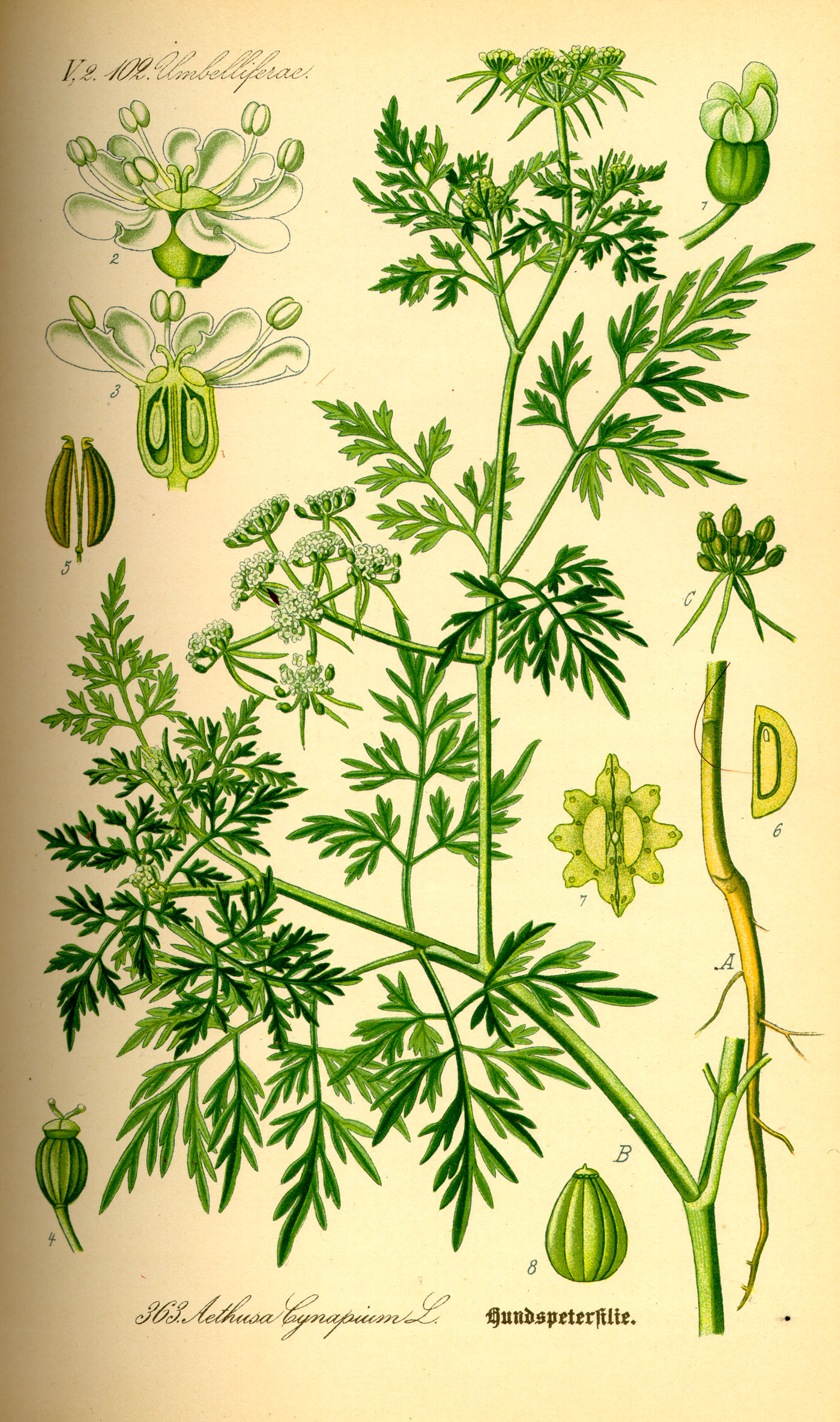
Illustration

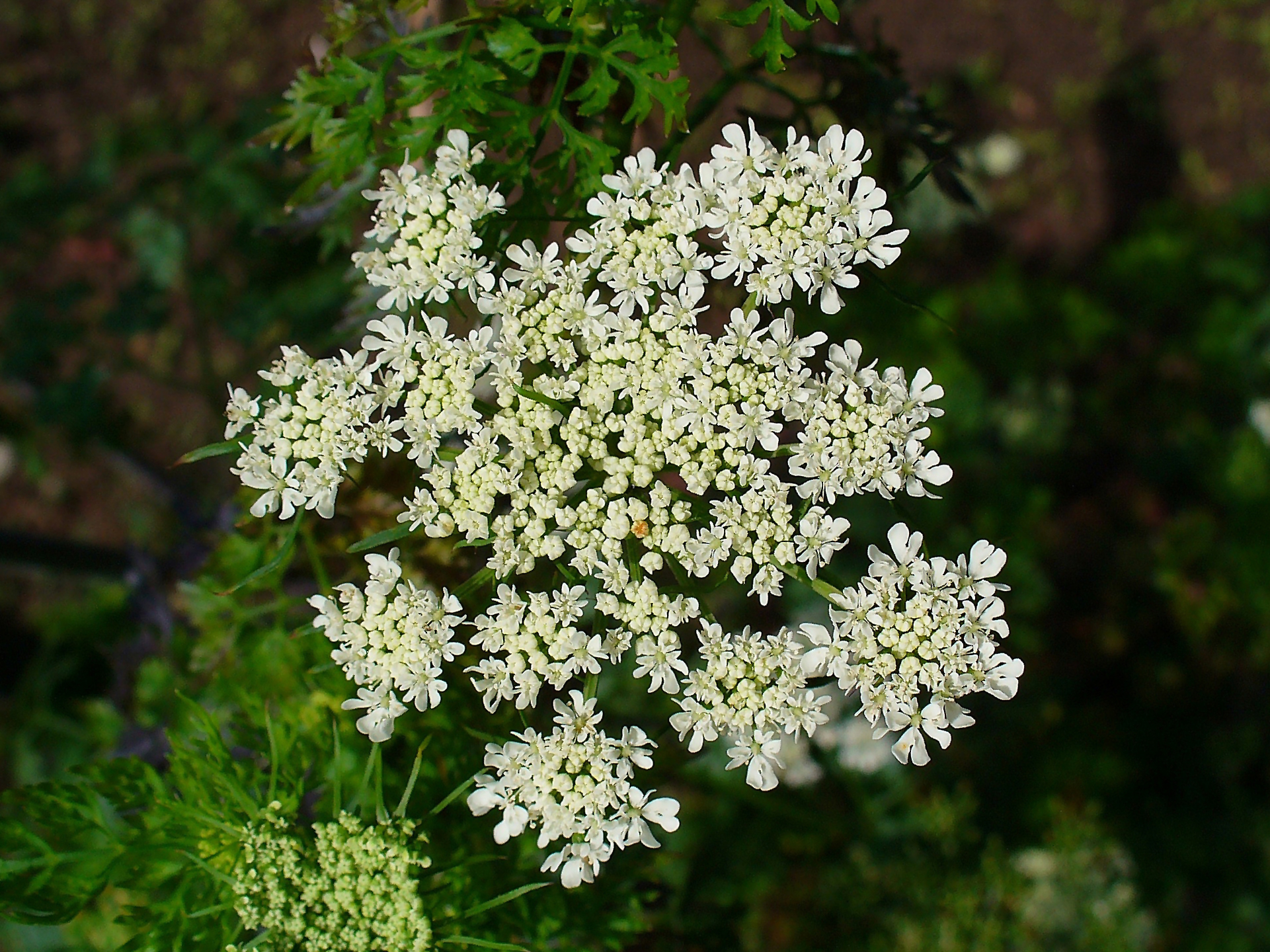
Doppeldoldiger Blütenstand

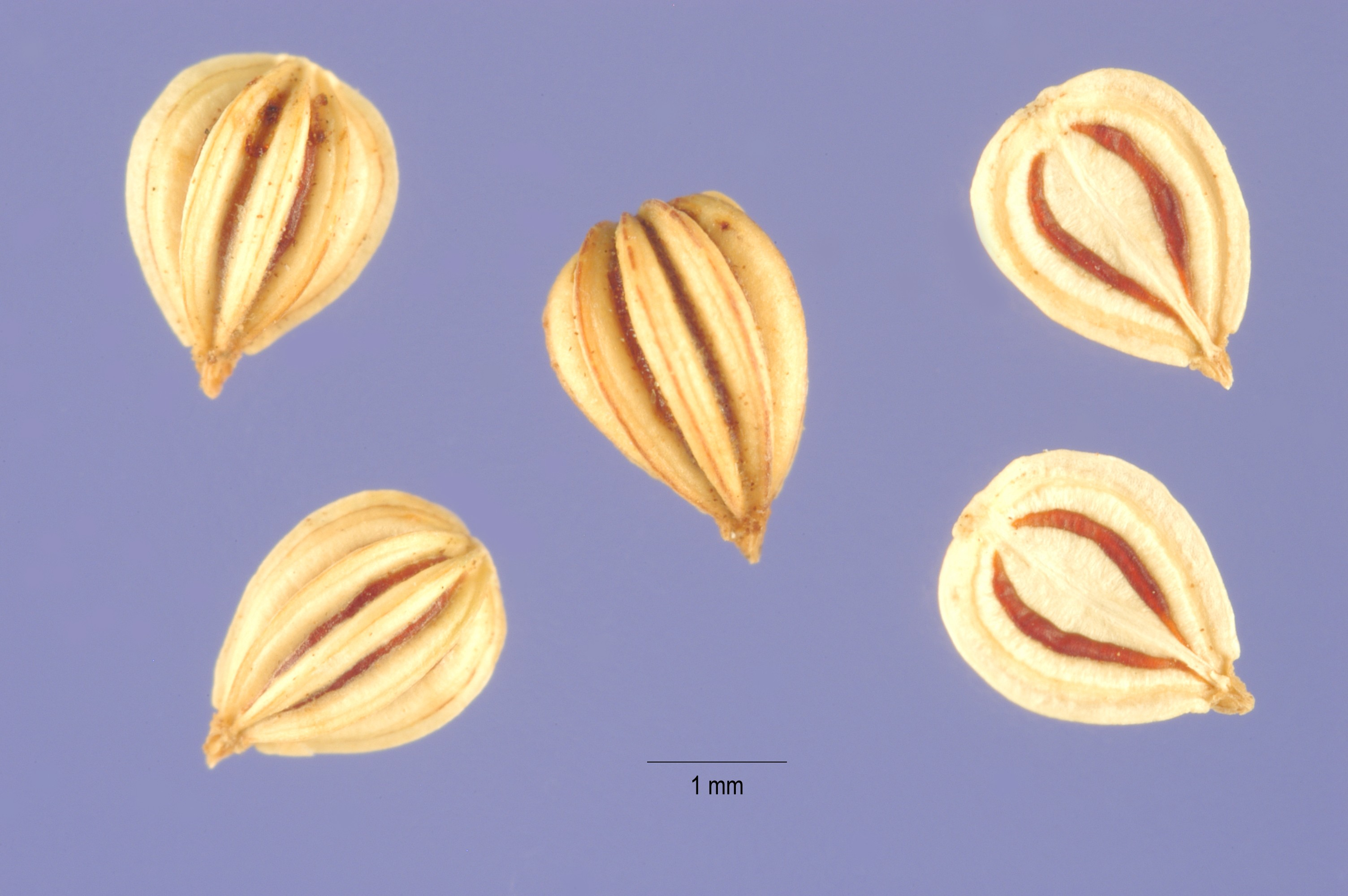
Teilfrüchte

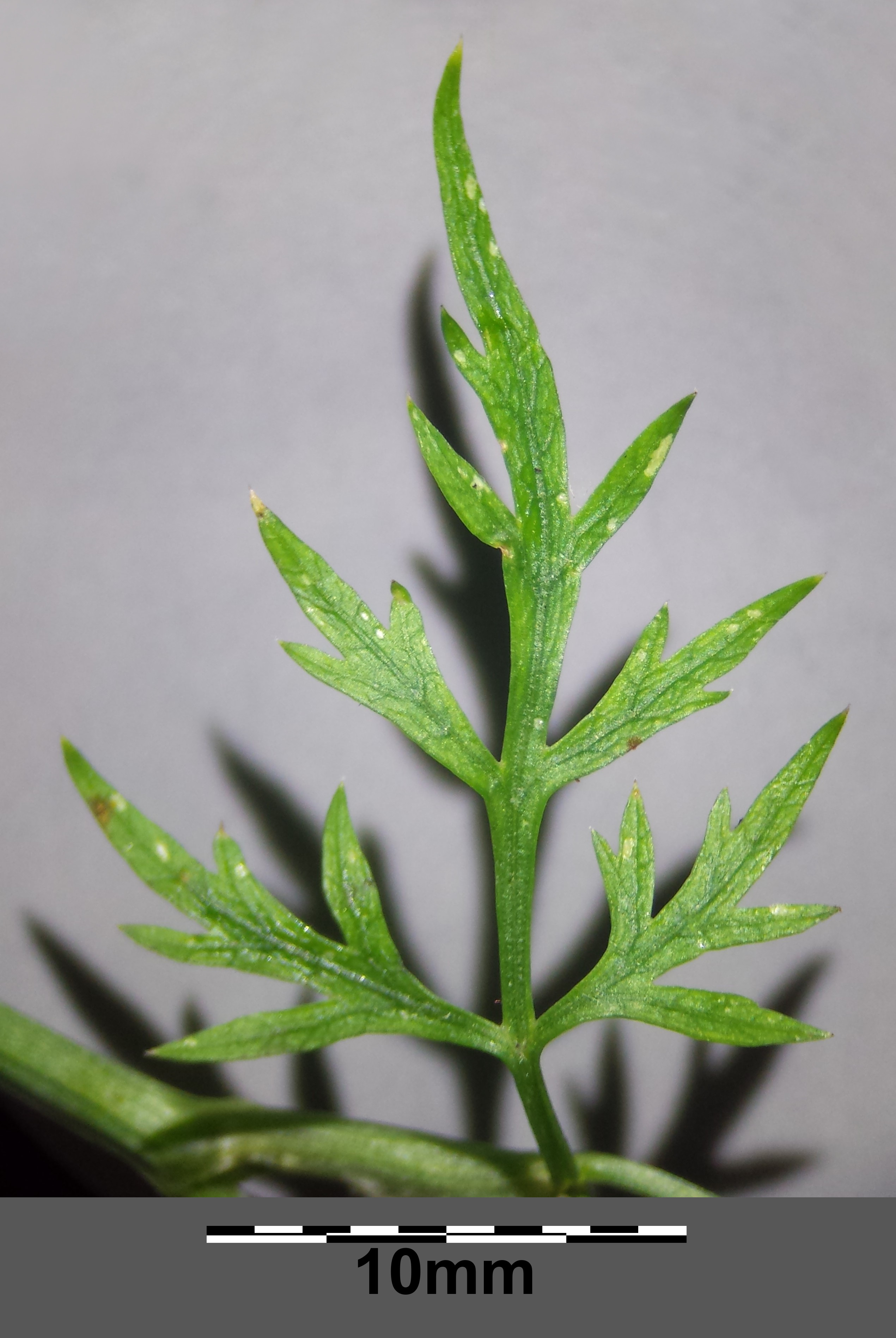
Blattfieder von Aethusa cynapium subsp. elata

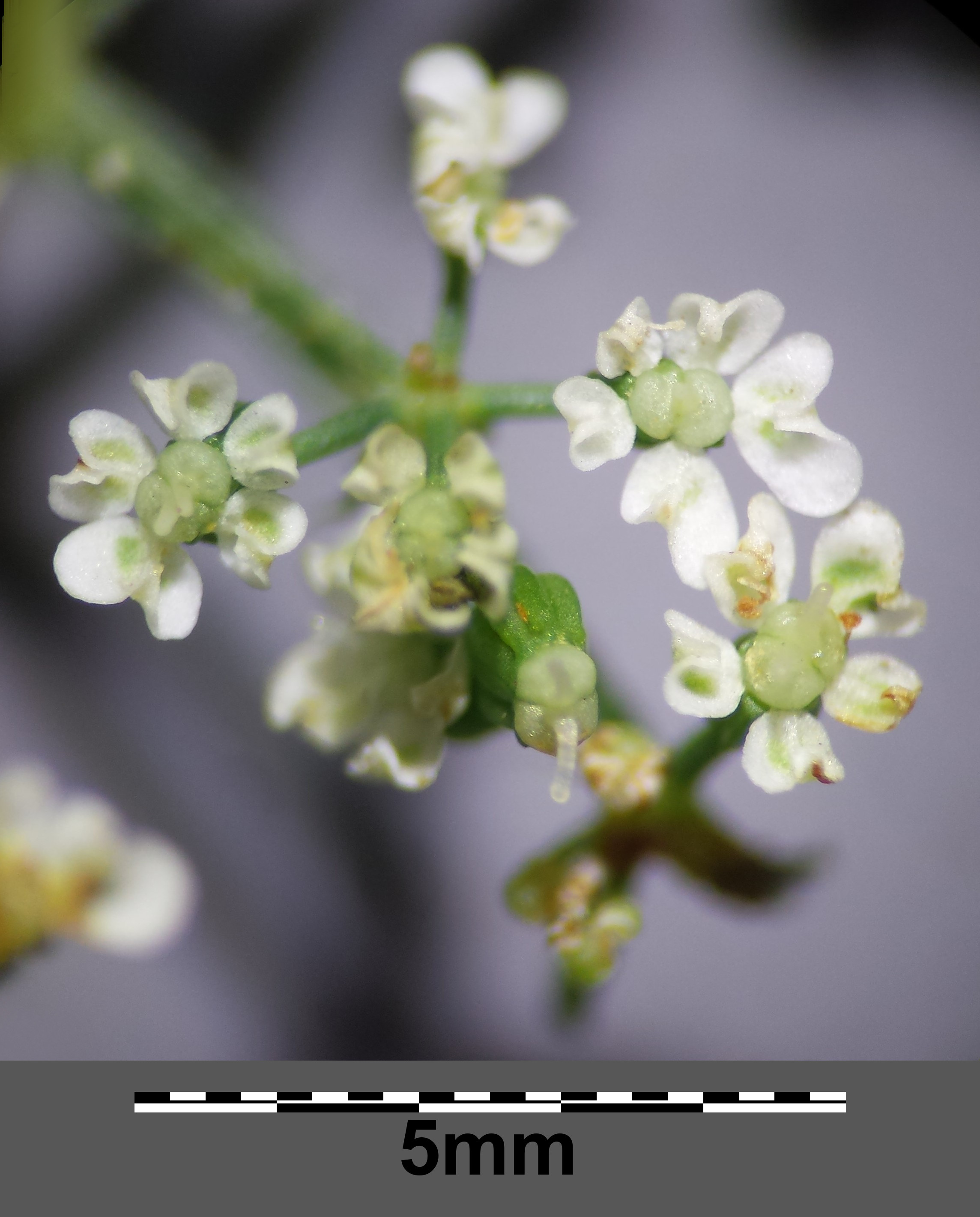
Blüten von Aethusa cynapium subsp. elata

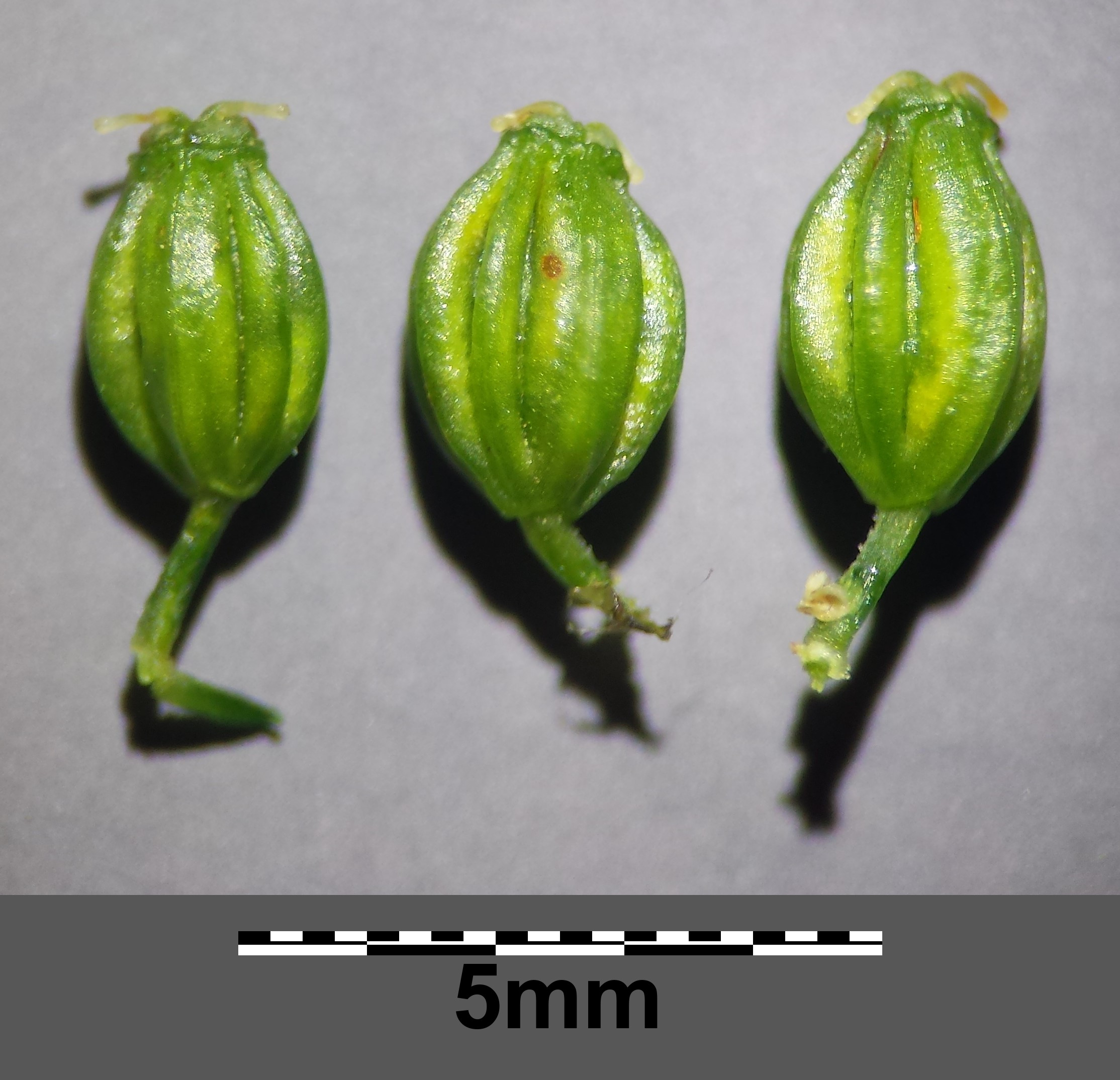
Junge Früchte von Aethusa cyanapium subsp. elata

### Vegetative Merkmale
Die Hundspetersilie wächst als ein- bis zweijährige krautige Pflanze und erreicht eine Wuchshöhe von 5 bis zu 100 Zentimetern; die Unterart Aethusa cynapium subsp. 'elata wird bis 200 Zentimeter hoch. Sie wurzelt bis 60 Zentimeter tief. Die Stängel sind aufrecht, rund, aber leicht kantig, oft weinrot überlaufen sowie bläulich bereift und im oberen Teil meist ästig.
Die Laubblätter sind wechselständig am Stängel angeordnet. Die glänzende Blattspreite ist im Umriss dreieckig und ist zwei- bis dreifach gefiedert. Beim Zerreiben riechen die Laubblätter entfernt nach Knoblauch.

### Generative Merkmale
Die Hundspetersilie blüht im deutschsprachigen Raum von Juni bis September, teils noch Oktober. Der Blütenstängel bildet sich bereits im ersten Jahr. Der locker aufgebaute, doppeldoldige Blütenstand ist fünf- bis fünfzehnstrahlig mit vielen Blüten. Die weißen Blüten besitzen einen Durchmesser von nur 2 Millimeter. An den Dolden zweiter Ordnung sitzen Hüllblättchen, die nach unten weisen. Eine Hülle fehlt oder ist höchstens ein- bis zweiblättrig. Der Griffel ist kurz und nur etwa 0,5 Millimeter lang.
Die zweiteilige Spaltfrucht hat, wenn sie noch intakt ist, bei einem Durchmesser von selten 2,5 bis 3 (bis 4) Millimetern eine kugelige Form und ist bis 5 Millimeter lang. Die Rippen auf der Frucht sind rötlich bis braun. Es werden pro Pflanze etwa 500 Samen gebildet.

### Chromosomenzahl
Beide Unterarten der Hundspetersilie besitzen die Chromosomenzahl 2n = 20.

### Unterscheidungsmerkmale
Im Gegensatz zur glatten Petersilie ist der Geruch der Pflanze, besonders wenn sie zerrieben wird, eher unangenehm und die Blattunterseite stark glänzend. Die Hundspetersilie unterscheidet sich von der Gartenpetersilie durch weiße anstelle grüner Blütenstände, durch die Hüllblättchen an der Dolde und durch den Geruch.

## Wirtspflanze
Die Hundspetersilie wird gelegentlich von den  Rostpilzen Puccinia nitida (Syn.: Puccinia aethusae) und Puccinia bullata, sowie dem Mehltau (Erysiphe polygoni) befallen.

## Vorkommen
Die Hundspetersilie ist in weiten Teilen Europas und Kleinasiens verbreitet. In Europa kommt sie in fast allen Ländern vor und fehlt nur in Portugal sowie in Albanien, Nordmazedonien, Griechenland und im europäischen Teil der Türkei. Sie kommt in der Schweiz in knapp 50 % der Kartierungsflächen vor. Sie steigt in den Allgäuer Alpen im Tiroler Teil in Hägerau bei Steeg bis zu einer Höhenlage von 1100 Meter auf. Sie steigt im Graubünden bei S-chanf bis 1720 Meter und bei Samedan in Gerstenäckern bis 1850 Meter auf.
Die Hundspetersilie wächst vor allem auf Äckern, in Hausgärten, unter Sträuchern und in Auen. Sie gedeiht am besten auf kalkhaltigen, lockeren, nährstoffreichen Böden mit einem pH-Wert zwischen 6 und 7,5. Wärmere Lagen werden von der Hundspetersilie geschätzt. Sie zählt damit zur Silene noctiflora-Gruppe, die solche Standorte bevorzugt. Auch auf Schuttplätzen kommt sie vor.

## Taxonomie und Systematik
Die Gattung Aethusa wurde durch Carl von Linné aufgestellt. Der Gattungsname Aethusa leitet sich vom griechischen Wort αἴθουσα (= aithusa, die Glänzende) wegen der glänzenden Laubblätter ab. Das Artepitheton cynapium setzt sich aus dem griechischen Wort κύων, Genetiv: κυνός (kyon, kynos = Hund) und dem lateinischen Wort apium (= Petersilie bei Tabernaemontanus) zusammen.
Aethusa cynapium ist die einzige Art der Gattung Aethusa aus der Tribus Selineae in der Unterfamilie Apioideae innerhalb der Familie Apiaceae.
Die Hundspetersilie wurde 1753 von Carl von Linné in Species Plantarum Tomus I, S. 256 als Aethusa cynapium erstbeschrieben. Die Wald-Hundspetersilie wurde 1814 von Georg Franz Hoffmann in Genera plantarum umbelliferarum S. 98 als Aethusa elata erstbeschrieben. Sie wurde 1834 von Gustav Schübler & Georg Matthias von Martens in Flora von Wirtemberg S. 188 als Unterart Aethusa cynapium subsp. elata (Hoffm.) Schübl. & G.Martens eingestuft. Synonyme von Aethusa cynapium subsp. elata (Hoffm.) Schübl. & G.Martens sind Aethusa cynapioides M. Bieb. und Aethusa cynapium subsp. gigantea (Lej.) P. D. Sell.
Die Hundspetersilie ist ein typischer Vertreter der Pflanzenarten, die sich im Laufe der Zeit mit verschiedenen Wuchsarten auf veränderte Umweltbedingungen und die menschliche Nutzung von Äckern eingestellt haben. Es werden heute nur noch die folgenden zwei Unterarten anerkannt, die sich durch die Wuchshöhe und Verzweigung unterscheiden:
- Aethusa cynapium subsp. cynapium (Syn.: Aethusa cynapium subsp. segetalis (Boenn.) Schübl. & G.Martens, Aethusa cynapium subsp. agrestis (Wallr.) Dostál): Der Stängel ist 10 bis 80 cm hoch und oft vom Grund an verzweigt. Die Laubblattzipfel sind eiförmig. Diese Unterart kommt an Ruderalstellen, auf Äckern und Brachen in Europa, Westasien und im Kaukasusraum vor.[13][8] Sie ist pflanzensoziologisch in Mitteleuropa eine Charakterart des Verbands Fumario-Euphorbion.[2]

Die ökologischen Zeigerwerte nach Landolt et al. 2010 sind für diese Unterart in der Schweiz: Feuchtezahl F = 3w (mäßig feucht aber mäßig wechselnd), Lichtzahl L = 4 (hell), Reaktionszahl R = 4 (neutral bis basisch), Temperaturzahl T = 3 (montan), Nährstoffzahl N = 4 (nährstoffreich), Kontinentalitätszahl K = 3 (subozeanisch bis subkontinental).
- Wald-Hundspetersilie[15] (Aethusa cynapium subsp. elata (Friedl. ex Fisch.) Schübl. & G.Martens, Syn.: Aethusa cynapium subsp. cynapioides (M.Bieb.) Nyman; Aethusa cynapioides M. Bieb.): Der Stängel ist hochwüchsig, 100 bis 200 cm hoch und erst oberhalb der Stängelmitte verzweigt. Die Laubblattzipfel sind länglich bis lineal. Diese Unterart kommt in feuchten Waldgebieten von Mitteleuropa bis Südschweden vor. Man findet sie in Frankreich, Italien, Deutschland, in der Schweiz, Österreich, Slowenien, Tschechien, Ungarn, Polen, in der Slowakei, Rumänien und in Schweden.[8]

Sie ist eine Charakterart der Gesellschaften des Verbands Alliarion. Die ökologischen Zeigerwerte nach Landolt et al. 2010 sind für diese Unterart in der Schweiz: Feuchtezahl F = 3+w (feucht aber mäßig wechselnd), Lichtzahl L = 3 (halbschattig), Reaktionszahl R = 3 (schwach sauer bis neutral), Temperaturzahl T = 4 (kollin), Nährstoffzahl N = 4 (nährstoffreich), Kontinentalitätszahl K = 2 (subozeanisch).
Molekulargenetische Untersuchungen belegen eine enge Verwandtschaft der Hundspetersilie (Aethusa cynapium) mit der Arznei-Engelwurz (Angelica archangelica).

## Trivialnamen
Für die Hundspetersilie sind oder waren, zum Teil auch nur regional, auch folgende Bezeichnungen gebräuchlich: Düllkraut (Ostfriesland), Düllwurtel (Ostfriesland), Faule Grete (Schlesien), Ful-Gret (Altmark), Geissli (mittelhochdeutsch), Gleiss, Gleisse (Schlesien), Glyssen, wilde Gröönte (Ostfriesland), Honsblomen (mittelniederdeutsch), Honssblume (mittelniederdeutsch), Hundendille (mittelhochdeutsch), Hundesblume (mittelhochdeutsch), Hundesdille (mittelhochdeutsch), Hundestitel (mittelhochdeutsch), Hundisblume (althochdeutsch), Hundistille (althochdeutsch), Hundsdille (Schlesien), Hundspeterlein, Hundspeterling (Memmingen), Katzenpeterlein (Schlesien), wäld Kerwel (Siebenbürgen), Krötenpeterlein (Schlesien), stinkender Peterlein, wilder Peterli (Schweiz), wild Petersil (Mecklenburg), wäld Pitterselch (Siebenbürgen) und Schörling (Mecklenburg).

## Bedeutung

### Unkraut
Die Hundspetersilie gilt im Ackerbau bei der Standardbehandlung von Zuckerrüben mit den üblichen Herbiziden als schwerer bekämpfbares „Unkraut“. Ihr EPPO-Code ist AETCY.
In Kulturland beim Zuckerrübenanbau wird die Hundspetersilie mit den Wirkstoffen Quinmerac sowie Sulfonylharnstoffen wie Triflusulfuron-methyl bekämpft. Ohne Bekämpfung wird bei einem Besatz von 8 Pflanzen/m² mit einer Ertragsminderung von 100 dt/ha gerechnet.

### Giftpflanze
In Wiesen und Weiden kommt sie als Giftpflanze vor und ist für Rinder in Wiesen und Weiden unerwünscht. Für ausgewachsene Rinder liegt die tödliche Menge bei 15 kg pro Tier. Auch für Pferde ist die Pflanze giftig. Bei Mäusen und Meerschweinchen konnte keine toxische Wirkung nachgewiesen werden.
Verwechslungen mit Petersilie führten zu Vergiftungen mit heftigen Magenkrämpfen bis zum Tod.
Die Hundspetersilie enthält ein giftiges Polyin-Gemisch, in der Hauptsache Aethusin. Das Kraut enthält 0,2 und die Wurzel 1 % Polyine. Sie ist dafür verantwortlich, dass in Gärten in der Regel nur krausblättrige Petersilie angebaut wird, um Verwechslungen zu vermeiden.
Beim Menschen führt der versehentliche Genuss zu Brennen im Mundraum, bleicher Haut, Übergeben, kaltem Schweiß, schnellem Puls, Blähungen, Erweiterung der Pupillen und damit Sehstörungen, Krämpfe und Lähmungserscheinungen, bis zu Bewusstseinstrübung und letztlich Atemlähmung.

### Verwendung

#### Prähistorische Funde
Die Früchte der Hundspetersilie wurden sowohl in der neolithischen Flora von Ravensburg, wie auch bei Pfahlbauten aus der Bronzezeit und dem Anfang der Eisenzeit am Zürichsee gefunden. Da sie sich in Mengen in Topfresten fanden, dürfte die Hundspetersilie von den prähistorischen Menschen in der Küche verwendet worden sein. Vermutlich fanden sich die Samen auch in bronzezeitlichen Ablagerungen bei Stonehenge.

#### Medizin
Madaus zufolge nahm man früher „Wurzel“ und „Kraut“ als Beruhigungsmittel, den Saft gegen Harngrieß. Matthiolus’ New-Kreuterbuch 1626 nennt Aethusa harn-, sand-, grieß-, stein- und schweißtreibend, Erbrechen und Empfängnis fördernd. Später habe man es vergessen.
Die Homöopathie kennt Aethusa bei heftigem Erbrechen, aber auch bei Konzentrationsstörungen.

## Trivia
Mit dem am 2. August 1926 von Karl Wilhelm Reinmuth entdeckten Asteroiden (1064) Aethusa ist der Hundspetersilie auch ein Himmelskörper gewidmet.